# ARA Entre Ríos (D-7)
El ARA Entre Ríos (D-7) fue un destructor/torpedero de la clase Buenos Aires que prestó servicio en la Armada Argentina entre 1938 y 1973.

## Historia
Entró al servicio con la Armada en 1938. Tenía un desplazamiento 1375 t, una eslora de 98,45 m, una manga de 10,58 m y un calado de 3,2 m. Estaba propulsado por dos turbinas de engranajes y tres calderas. Su velocidad máxima eran los 35,5 nudos. Su armamento eran cuatro cañones de calibre 120 mm, ocho ametralladoras de 12,7 mm y ocho tubos lanzatorpedos de 533 mm.
El 16 de septiembre de 1955, el Entre Ríos se sublevó en Puerto Madryn plegándose al golpe de Estado autodenominado «Revolución Libertadora». Bombardeó Mar del Plata y bloqueó el tráfico marítimo en el estuario del Río de la Plata.
El 21 de mayo de 1958 a la mañana, el Entre Ríos participaba de habituales ejercicios en el golfo Nuevo. Los otros buques presentes eran los cruceros General Belgrano y Nueve de Julio; los destructores Buenos Aires, Misiones y Santa Cruz; el buque taller Ingeniero Iribas; y los remolcadores Sanavirón y Charrúa. En determinado momento, el Buenos Aires alertó la detección de un submarino. De inmediato, los destructores se abocaron a la tarea de perseguir al intruso bombardeando la zona. Buscaron hasta el atardecer del día siguiente sin obtener resultados y abandonaron la tarea.
Causó baja en 1973.